# Protracheoniscus kerkanus
Protracheoniscus kerkanus är en kräftdjursart som beskrevs av Karl Wilhelm Verhoeff1930. Protracheoniscus kerkanus ingår i släktet Protracheoniscus och familjen Trachelipodidae. Inga underarter finns listade i Catalogue of Life.